# Taijiro Kurita
Taijiro Kurita (栗田 泰次郎, Kurita Taijiro) est un footballeur japonais né le 3 mars 1975.